# Phragmatobia lineata
Phragmatobia lineata är en fjärilsart som beskrevs av Hackray 1939. Phragmatobia lineata ingår i släktet Phragmatobia och familjen björnspinnare. Inga underarter finns listade i Catalogue of Life.